# Vyšehrad
Vyšehrad (tiếng Séc: có nghĩa "lâu đài trên") là một pháo đài lịch sử nằm ở thành phố Praha, Cộng hòa Séc. Nó được xây dựng, có thể là trong thế kỷ thứ 10, trên một ngọn đồi bên sông Vltava. Trong lâu đài có Nhà thờ Thánh Peter và Thánh Paul, cũng như nghĩa trang Vysehrad, chứa hài cốt của nhiều người nổi tiếng từ lịch sử Séc, trong đó có Antonín Dvořák, Bedřich Smetana, Karel Čapek và Alphonse Mucha. Nó cũng chứa một trong những tòa nhà cổ xưa nhất của Praha mà còn tồn tại, nhà thờ tròn Thánh Martin từ thế kỷ thứ 11.
Truyền thuyết địa phương cho rằng Vysehrad là địa điểm cư trú đầu tiên mà sau này trở thành Praha, tuy nhiên, đến nay nhận định này vẫn chưa có bằng chứng cụ thể.